# Dirección General de Agenda Urbana y Arquitectura
La Dirección General de Agenda Urbana y Arquitectura (DGAUA) es el órgano directivo del Ministerio de Vivienda y Agenda Urbana, adscrito a la Secretaría General de Agenda Urbana, Vivienda y Arquitectura, que asume la planificación, impulso, gestión y coordinación de las competencias que, en materias con incidencia en políticas urbanas, así como en arquitectura y edificación, corresponden a la Secretaría General.

## Historia

### Primeros años y evolución (1939-1978)
La Dirección General de Agenda Urbana y Arquitectura, que recibe este nombre desde el año 2020, tiene sus raíces en la Dirección General de Arquitectura, creada por Ley de 23 de septiembre de 1939 con el objetivo de colaborar en el objetivo que el régimen franquista denominó como Reconstrucción Nacional. Esta ley integró la dirección general en el Ministerio de la Gobernación y de ella dependían todos los arquitectos y auxiliares técnicos que prestaban servicio al Estado, provincias y municipios, así como las entidades colegiales o sindicales de las expresadas profesiones. Sus funciones eran tres: la ordenación nacional de la arquitectura, dirigir la intervención de los arquitectos en los servicios públicos que lo requieran y dirigir las actividades profesionales de este tipo.
Desde el 12 de marzo de 1942 pasó a depender de la Dirección General de Arquitectura el Patronato Nacional Antituberculoso y, desde el 22 de julio de 1949, existió una la Junta Nacional de Urbanismo con el objetivo de potenciar la labor urbanística de la dirección.
En febrero de 1956, la Dirección General de Arquitectura pasó a denominarse «de Arquitectura y Urbanismo». En 1957, con la creación del Ministerio de Vivienda, este órgano directivo se adscribe al nuevo departamento, con la intención de ser renombrada como Dirección General de Urbanismo, pero finalmente Arquitectura y Urbanismo conformaron dos órganos diferentes.
Además de las funciones que ya poseía, desde su integración en este nuevo departamento asumió las responsabilidades de la extinta Dirección General de Regiones Devastadas y, desde junio de 1960, las funciones de la Dirección General de Economía y Técnica de la Construcción, pasando a denominarse «Dirección General de Arquitectura, Economía y Técnica de la Construcción». De igual forma, su denominación cambió a «Dirección General de Arquitectura y Tecnología de la Edificación» en 1972.

### Unificaciones (1978-2004)
Unos años después, en 1978, se produjo la primera fusión entre las direcciones generales de Arquitectura y de Vivienda. Esta fusión duró siete años, hasta 1985, cuando se separan ambos ramos; este órgano directivo se tituló «Dirección General de Arquitectura y Edificación». En 1987 se vuelven a unificar las dos direcciones generales, bajo la denominación de Dirección General para la Arquitectura y Vivienda.
Mientras esto ocurría, las políticas de urbanismo tuvieron su propia historia, suprimiéndose la Dirección General de Urbanismo en 1979, que se fusionó con la Dirección General de Acción Territorial. Posteriormente, en el año 1985 las responsabilidades de la Dirección General de Acción Territorial y Urbanismo se repartieron entre la Subsecretaría y el Instituto del Territorio y Urbanismo, este último renombrado en 1992 como Dirección General de Política Territorial y Urbanismo y suprimido al año siguiente, integrándose las políticas urbanas en la Dirección General para la Vivienda y Arquitectura, que pasa a denominarse «Dirección General para la Vivienda, el Urbanismo y la Arquitectura», variando en 1996 a «Dirección General de la Vivienda, la Arquitectura y el Urbanismo».

### Secretaría general, unificación y nueva separación (2004-)
En 2004 se recupera el Ministerio de Vivienda que crea una Secretaría General de Vivienda y que divide las competencias en dos direcciones generales: de Arquitectura y Política de Vivienda y de Urbanismo y Política de Suelo. El Ministerio desaparece en 2011 y unos meses más tardes lo hace la Secretaría General. Finalmente, en 2012 se reunifican todas las competencias bajo la misma dirección general que pasa a denominarse Dirección General de Arquitectura, Vivienda y Suelo. En 2018, se recupera la Secretaría General.
Ocho años más tarde, en 2020, integrada en el renombrado Ministerio de Transportes, Movilidad y Agenda Urbana, se vuelven a separar las responsabilidades en materia de arquitectura y vivienda; por un lado, se establece la actual Dirección General de Agenda Urbana y Arquitectura, que agrupa las competencias urbanísticas y de arquitectura —como en sus orígenes—, mientras que por otra parte se constituye la Dirección General de Vivienda y Suelo, con estas competencias. En esta nueva etapa, mantuvo las subdirecciones generales de Arquitectura y Edificación y de Políticas Urbanas que tenía la anterior dirección general unificada.

## Estructura y funciones
De la Dirección General dependen los órganos siguientes que ejercen el resto de competencias:
- La Subdirección General de Políticas Urbanas, a la que le corresponde la elaboración y propuesta de la normativa relativa al régimen del suelo y las políticas urbanas, así como el ejercicio de las competencias urbanísticas del Estado para las ciudades de Ceuta y Melilla.
- La Subdirección General de Arquitectura y Edificación, a la que corresponde organizar el Premio Nacional de Arquitectura y relacionados, fomentar la investigación y difundir sobre arquitectura y edificación, así como impulsar la digitalización y la innovación en estos ámbitos. Igualmente, es responsable de desarrollar y ejecutar obras relevantes para el patrimonio arquitectónico español y de financiar trabajos de conservación o enriquecimiento del patrimonio histórico.
- La División de Innovación y Sostenibilidad en la Edificación, a la que le corresponde desarrollar y supervisar la normativa sobre arquitectura y edificación, así como la difusión y actualización permanente del Código Técnico de la Edificación y demás normativa técnica relacionada con la arquitectura y la edificación. Asimismo, fomenta la edificación sostenible.

## Directores generales
El director general es el encargado de la gestión de la Dirección General. El cargo ha existido, con diferentes denominaciones, entre 1939 y 1978; entre 1985 y 1987 y desde 2020. Entre 1978 y 1985, y entre 1987 y 2020 estuvo unificado con el cargo de director general de Vivienda (véase Dirección General de Arquitectura, Vivienda y Suelo).
1. Pedro Muguruza Otaño (1939-1946)[20]
2. Francisco Prieto Moreno (1946-1957)[21]
3. José Manuel Bringas (1957-1960)[22]
4. Miguel Ángel García Lomas y Mata (1960-1969)[23]
5. Emilio Larrodera López (1969-1971)[24]
6. Rafael de la Hoz Arderius (1971-1973)[25]
7. Ramón Andrada Pfeiffer (1973-1975)[26]
8. Fernando Ballesteros Morales (1975-1976)[27]
9. Antonio Vallejo Acevedo (1976-1978)[28]
10. Antonio Vázquez de Castro (1985-1986)[29]
11. Manuel de las Casas Gómez (1986-1987)[30]
12. Mariano de Diego Nafría (1988-1991)
13. Cristina Narbona Ruiz (1991-1993)
14. Francisco Borja Carreras-Moysi Carles-Tolra (1993-1996)
15. Fernando Nasarre y de Goicoechea (1996-2004)
16. Ángel Rafael Pacheco Rubio (2004-2008)
17. Anunciación Romero González (2008-2010)
18. Ana de los Ángeles Marín Andreu (junio-noviembre de 2010)
19. Cristina Thomas Hernández (2010-2011)
20. Pilar Martínez López (2011-2014)
21. Juan Van-Halen Rodríguez (2014-2016)
22. Antonio Aguilar Mediavilla (2017-2018)
23. Francisco Javier Martín Ramiro (2018-2020)
24. Iñaqui Carnicero Alonso-Colmenares (2020-2023)[31]
25. Nuria Matarredona Desantes (2023)[32]
26. María Teresa Verdú Martínez (2023-presente)[33]

## Presupuesto
La Dirección General de Agenda Urbana y Arquitectura tiene un presupuesto de 33 103 210 € para 2023. De acuerdo con la Ley de Presupuestos Generales del Estado para 2023, la DGAUA gestiona tres programas:
| N.º Programa                              | Programa                                  | Dotación     | Ref.   |
| ----------------------------------------- | ----------------------------------------- | ------------ | ------ |
| 261O                                      | Ordenación y fomento de la edificación    | 30 471 820 € | [ 34 ] |
| 261P                                      | Ordenación y fomento de la edificación    | 1 731 390 €  | [ 35 ] |
| 000X                                      | Transferencias internas                   | 900 000 €    | [ 36 ] |
| Total presupuesto de la Dirección General | Total presupuesto de la Dirección General | 33 103 210 € |        |